# راينر باومان
راينر باومان (بالألمانية: Rainer Baumann)‏ (21 يناير 1930 بآلتنبورغ في ألمانيا - ) هو صحفي ولاعب كرة قدم ألماني (وحمل سابقاً جنسية ألمانيا الشرقية) في مركز الوسط. شارك مع منتخب ألمانيا الشرقية لكرة القدم. أما مع النوادي، فقد لعب مع ساتشسين لايبزيغ ولوكوموتيف لايبزيغ ونادي فرانكفورت وVorwärts Leipzig ‏ وSV Motor Altenburg ‏.

## وصلات خارجية
- راينر باومان على موقع قاعدة بيانات كرة القدم.إي يو (الإنجليزية)
- راينر باومان على موقع بيانات كرة القدم. دي إي (الألمانية)
- راينر باومان على موقع ناشيونال فوتبول تيمز (الإنجليزية)
- راينر باومان على موقع عالم كرة القدم.نت (الإنجليزية)